# Refuge d'oiseaux du golfe Reine-Maud
Le refuge d'oiseaux du golfe Reine-Maud (anglais : Queen Maud Gulf Bird Sanctuary) est un des 11 refuges d'oiseaux migrateurs du Canada située au Nunavut. Située au sud du golfe Reine-Maud et avec un territoire de 61 765 km2, il est le plus grand refuge d'oiseaux migrateurs.
Ce territoire a pour but de protéger un site de nidification de protégeant plus de 90 % de l'Oie de Ross et le seul site où se retrouvent les populations de l'Atlantique et du Pacifique de la Bernache cravant. On retrouve aussi des populations significative de bœuf musqué, de caribou et de faucon pèlerin.